# Jan Jarczyk
Jan Jarczyk (ur. 7 października 1947 w Krakowie, zm. 3 sierpnia 2014 w Montrealu) – polski muzyk jazzowy, pianista, kompozytor, aranżer, muzyk sesyjny, pedagog. Jego siostrą jest skrzypaczka Halina Jarczyk.

## Życiorys
Pochodzi z muzycznej rodziny. Początkowo gry na fortepianie uczył go jego ojciec Jan, który w 1954 roku posłał go do Ogólnokształcącej Szkoła Muzycznej I st. przy ul. Basztowej w Krakowie. Jest absolwentem Liceum Muzycznego (ul. Basztowa) w klasie fortepianu. W murach tej uczelni po raz pierwszy zetknął się z muzyką jazzową i z takimi muzykami jak: Zbigniew Seifert, Tomasz Stańko, Janusz Stefański, czy Jan Gonciarczyk. Studiował na wydziale Teorii i Kompozycji Państwowej Wyższej Szkoły Muzycznej w Warszawie w klasie Lucjana Kaszyckiego (1972).
Profesjonalną karierę muzyczną rozpoczynał na początku lat 60. XX w. w krakowskim klubie jazzowym "Helikon", gdzie współpracował z zespołami Tomasza Stańki i Leszka Żądło. Mimo zakazu, już na II roku studiów nagrywał muzykę dla Telewizji Polskiej wraz z siostrą Haliną, Markiem Podkanowiczem, Zygmuntem Kaczmarskim i Zbigniewem Wodeckim; występował i komponował na zamówienie. Również jako student prowadził zajęcia z improwizacji na fortepianie na Wydziale Pedagogicznym w swojej macierzystej uczelni.
Od 1962 roku razem z Janem Gonciarczykiem (kontrabas) i Januszem Stefańskim (perkusja) współtworzył Kwartet Zbigniewa Seiferta, który zanim poświęcił się graniu na skrzypcach, jawił się jako obiecujący saksofonista jazzowy.
Zespół zadebiutował w 1965 roku podczas krakowskich Zaduszek Jazzowych i zdobył dwie nagrody podczas wrocławskiego Jazzu nad Odrą. W 1968 zajął II miejsce, zaś w 1969 uplasował się na I miejscu – oprócz tego pianista otrzymał prywatną nagrodę jurorów: Jana „Ptaszyna” Wróblewskiego, Andrzeja Trzaskowskiego i Włodzimierza Nahornego. W latach 1969–1970 Kwartet Zbigniewa Seiferta prezentował własne kompozycje na festiwalu Jazz Jamboree. Jesienią 1970 roku formacja przestała istnieć, zaś pianista wybrał Warszawę i pracę w niezliczonych projektach studyjnych.
Od 1970 r. był pierwszym nauczycielem w klasie fortepianu na Warsztatach Jazzowych w Chodzieży, a już w nowym stuleciu został dyrektorem artystycznym festiwalu (pełnił tę funkcję do 2011 roku), odznaczonym Orderem Honorowym miasta Chodzież za zasługi dla kultury. W latach 1971–1976 regularnie pracował ze Studiem Jazzowym Polskiego Radia, przez moment był także członkiem zespołu Zbigniewa Namysłowskiego (1972–1973). Współpracował na scenie i w studiu m.in. z Tomaszem Stańką, Januszem Muniakiem, Janem „Ptaszynem” Wróblewskim, czy Włodzimierzem Nahornym, prowadził własny kwartet (Jarczyk, Muniak, Suchanek, Bezucha), z którym na Jazz Jamboree'74 śpiewała Ewa Bem – zespół wystąpił także na festiwalu Jazz nad Odrą'75 i koncertował za granicą.
Pianista nagrywał razem ze Studiem Instrumentalnym pod kier. Piotra Figla, w 1974 roku koncertował z grupą Czesława Niemena podczas tournée w Finlandii, komponował na potrzeby filmu i telewizji (m.in. do cyklicznych Spotkań z balladą), występował w skandynawskim Uncle Albin’s Band i nagrywał gościnnie z Show Bandem pod kier. Anatola Wojdyny. W roku 1974 otrzymał Grand Prix w konkursie fortepianowym solo w Lyonie we Francji. Wówczas poznał swoją przyszłą (trzecią) żonę, Kanadyjkę Danielle. Zimą 1976 roku wziął udział w warsztatach jazzowych „Radost ’76” w Mąchocicach k. Kielc, co zostało uwiecznione w filmie dokumentalnym pt. „Gramy Standard!” w reż. Andrzeja Wasylewskiego.
W 1977 roku otrzymał stypendium i wyemigrował do Stanów Zjednoczonych. W latach 1977–1980 studiował w bostońskim Berklee College of Music w klasie puzonu, po czym wrócił do Europy i przez niemal rok grywał zarobkowo w Szwecji, a w latach 1980-1985 był wykładowcą kompozycji i harmonii na swojej dawnej uczelni w Bostonie. W 1979 roku nagrał w Szwecji swój debiutancki album solowy – wydany w Polsce pt. To And Fro. W ślad za nim ukazywały się kolejne płyty, wydawane zarówno w Kanadzie, jak i w Polsce, m.in. Cliffs / Les Falaise, czy poruszający krążek Fall Songs, który pianista nagrał samodzielnie. W 1985 roku zamieszkał w Kanadzie, zaś od 1990 wykładał na Uniwersytecie McGill w Montrealu aranżację i harmonię oraz prowadził zajęcia praktyczne.
W 2001 roku zdobył I nagrodę za kompozycję na Festival International de Jazz de Montréal, w 2010 roku zagrał obok Johna McLaughlina na płycie wybitnego wiolonczelisty Matta Haimovitza pt. Meeting Of The Spirits. Album doczekał się nominacji do nagrody Nagrody Grammy. W roku 2011 pianista został odznaczony Srebrnym Krzyżem Zasługi. Efektem poszukiwania nowych pomysłów i odejścia od starannie zaaranżowanych form o skomplikowanej budowie na rzecz improwizacji są albumy Smoked Pianos (w duecie z pianistą Johnem Stetchem), czy Full Circle, zarejestrowany z sekcją rytmiczną: Fraser Hollins (kontrabas) i Jim Doxas (perkusja), która w ostatnich latach była stałą podporą jego pracy. Zmarł 3 sierpnia 2014 roku w Montrealu z powodu choroby nowotworowej.

## Dyskografia[5]

### Albumy solowe (studyjne)
- To and Fro (Helicon, 1981)
- Things to Look for (Lost Chart, 1995)
- Moments Musicaux (Radioland, 1997 – razem z: Kevinem Deanem, Neilem Swainsonem, Andre White’em)
- Cliffs / Les Falaise (GOWI Records, 1998)
- Fall Songs (Justin Time, 2001)
- Smoked Pianos (GAD Records, 2011 – z Johnem Stetchem)
- Full Circle (Odd Sound, 2012 – razem z Fraserem Hollinsem i Jimem Doxasem)
- Round, Round & Round (GOWI Records, 2013)

### Albumy solowe (koncertowe)
- Piano Music – Live at Pollack Hall (GOWI Records, 1999)

### Kompilacje
- Różni wykonawcy – JJ 69 – New Faces In Polish Jazz: Kwartet Zbigniewa Seiferta – Złudzenie, Taniec Garbusa (Polskie Nagrania „Muza”, 1970)[6]
- Jan Jarczyk, Czesław Niemen – Klub Płytowy Nr.6 (PSJ Club No. 6) (PolJazz, 1973)[7]

### Inne nagrania
- Zbigniew Seifert Quartet – Nora (GAD Records, 2010)[1]

### Albumy innych wykonawców (udział gościnny)
- Matt Haimovitz – Meeting of the Spirits (Oxingale, 2010; PentaTone, 2017 – reedycja)
- Show Band – Punkt styku (GAD Records, 2014)